# Akio Sato
Akio Sato (佐藤 昭雄?, Satō Akio; Kawakami, 13 febbraio 1953) è un ex wrestler giapponese noto principalmente per il periodo trascorso nella World Wrestling Federation negli anni novanta come membro degli Orient Express.

## Carriera

### Inizi (1970–1979)
Akio Sato debuttò nel mondo del wrestling nel 1970 nella vecchia Japan Pro Wrestling Alliance ma lasciò la compagnia nel 1972 per fondare (insieme a Giant Baba) la All Japan Pro Wrestling. Durante la metà degli anni settanta si trasferì negli Stati Uniti per lottare in svariate federazioni locali. Iniziò a farsi conoscere dai fan americani combattendo nella NWA Central States di Bob Geigel in qualità di personaggio face in tag team con Jerry Oates e The Viking. Il 19 febbraio 1976, in coppia con il promoter Bob Geigel, vinse la versione "Central States" dell'NWA World Tag Team Championship. A luglio la coppia rese vacanti i titoli. Sato e il nuovo partner Pat O’Connor non riuscirono a conquistare le cinture vacanti.
In Texas, adottò l'identità di Mr. Sato e creò un tag team con il wrestler giapponese Mr. Pogo per conquistare due volte i titoli di coppia Western States nel corso di feud con Blackjack Mulligan, Ted DiBiase, Merced Solis e Akihisa Takachiho (il futuro Great Kabuki). Sato avrebbe vinto il titolo altre due voltee, prima con John Tolos  e poi con Mr. Kiyomoto (alla fine del 1979).

### All Japan Pro Wrestling (1981–1989)
Dopo l'esperienza accumulata negli Stati Uniti, Sato tornò in Giappone per lavorare nella All Japan Pro Wrestling, compagnia con la quale avrebbe fatto svariati tour per tutti gli anni ottanta. L'11 giugno 1981 Sato & Takashi Ishikawa sconfissero Kerry & David Von Erich aggiudicandosi l'All Asia Tag Team Championship a Tokyo. Il team restò campione per 18 mesi prima di essere costretto a rendere vacanti le cinture a causa di un infortunio di Sato. Sato & Ishikawa rivinsero i titoli battendo Animal Hamaguchi & Masanobu Kurisu il 15 aprile 1985. Questa volta il regno durò tre mesi prima di essere terminato da Isamu Teranishi & Animal Hamaguchi.
Nel corso degli anni, Sato affrontò in Giappone molti nomi noti del mondo del wrestling americano, come Nick Bockwinkel, Austin Idol, e Curtis Hughes.

### Ritorno negli Stati Uniti

#### Central States Wrestling (1986)
Nel 1986 Sato tornò negli Stati Uniti alla NWA Central States. Il 13 marzo 1986 vinse una battle royal a 14 uomini con in palio l'NWA Central States Television Championship, eliminando per ultimo Tommy Wright. Tre mesi dopo perse la cintura contro Mike George prima di trasferirsi altrove.

#### Continental Wrestling Association (1986–1988)
Successivamente Sato si trasferì nella zona di Memphis per lavorare nella Continental Wrestling Association di Jerry Jarrett & Jerry Lawler. Nella CWA formò un tag team di successo con Tarzan Goto e la coppia si aggiudicò per cinque volte il CWA/AWA International Tag Team Championship. Il duo riuscì a sconfiggere la futura superstar Jeff Jarrett, e gli Sheepherders. Nel 1987, Sato formò un altro tag team con il giovane Hiromichi Fuyuki.

#### Ritorno alla Central States (1988–1989)
Dopo un breve periodo trascorso nella Pacific Northwest, Sato tornò per l'ultima volta nella NWA Central States nel periodo del lento declino della compagnia. Egli divenne l'ultimo Central States Heavyweight Champion detenendo la cintura fino alla chiusura della federazione nel 1989. Quando la partnership tra CWA e AWA si dissolse, Sato passò direttamente alla American Wrestling Association.

### American Wrestling Association (1989)
Nella AWA adottò il soprannome "Asian Assassin" interpretando un personaggio crudele e malvagio. Il 7 febbraio 1989, Sato partecipò a una celebre battle royal svoltasi per assegnare il vacante titolo AWA World Heavyweight Championship. Fu Larry Zbyszko a vincere la cintura. In seguito Sato sfidò senza successo Greg Gagne per l'AWA International Television Championship. Verso la fine della sua permanenza nella federazione, prese parte a un feud tra Pat Tanaka e Paul Diamond a seguito dello scioglimento dei Badd Company.

### World Wrestling Federation (1990–1996)
Agli inizi del 1990 Sato, insieme all'ex rivale Pat Tanaka venne introdotto nella World Wrestling Federation come membro de The Orient Express, tag team heel asiatico con manager Mr. Fuji. Durante questo periodo, Sato fece conoscere al pubblico statunitense la mossa Sitout Powerbomb per la prima volta. Nella WWF gli Orient Express ebbero un prolungato feud con i Rockers che iniziò a WrestleMania VI e continuò per oltre un anno. Poi, il tag team restò coinvolto nella faida tra Legion of Doom e Demolition in quanto Mr. Fuji era anche il manager dei Demolition. Gli Orient Express presero di mira i Legion of Doom, ma persero sonoramente quasi tutti i confronti con essi.
Dopo WrestleMania VI Tanaka & Sato apparvero in soli altri due eventi in pay-per-view. Prima a SummerSlam 1990 dove furono sconfitti da "Hacksaw" Jim Duggan & Nikolai Volkoff. E poi a Survivor Series come membri della squadra "The Mercenaries" capitanata da Sgt. Slaughter (e che includeva anche Boris Zhukov). Sato venne schienato da Butch Miller dopo 1:46, mentre Tanaka fu eliminato da Tito Santana pochi minuti dopo.
Quando Akio Sato decise di tornare a combattere in Giappone, la WWF decise di sostituirlo negli Orient Express con Paul Diamond, facendogli indossare una maschera e chiamandolo Kato in modo da far credere che fosse asiatico. Sato lottò nel suo ultimo match in WWF nel 1991 insieme a Tanaka e Kato per un 6-man tag-team match che li vide sconfitti da Ricky Steamboat, Davey Boy Smith, & Kerry Von Erich.
Nel 1993, Sato riapparve a SummerSlam come portatore della bandiera del Giappone per Yokozuna prima del suo match contro Lex Luger. A fine 1994, sarebbe poi nuovamente tornato come Shinja, il manager di Hakushi. Quando Hakushi effettuò un turn face, Shinja venne eliminato dalle storyline. L'ultima apparizione televisiva in WWF ebbe luogo il 24 luglio 1995 durante una puntata di Raw, dove subì un piledriver da parte di Bret Hart.

## Vita privata
Nel 1976 Sato sposò Betty Niccoli, conosciuta nella compagnia di Bob Geigel negli Stati Uniti. La coppia ha due figlie.

## Personaggio
Mosse finali
- Layback (Bridging belly to back suplex)
- Japanese Vegomatic (Sitout powerbomb)

Manager
- Tojo Yamamoto
- Mr. Fuji

Wrestler diretti
- Hakushi

## Titoli e riconoscimenti
- All Japan Pro Wrestling
  - All Asia Tag Team Championship (2) – con Takashi Ishikawa
- Central States Wrestling
  - NWA Central States Heavyweight Championship (1)
  - NWA Central States Television Championship (1)
  - NWA World Tag Team Championship (Central States version) (1) - con Bob Geigel
- Continental Wrestling Association
  - CWA/AWA International Tag Team Championship (5) – con Tarzan Goto
- NWA Western States Sports
  - NWA Western States Tag Team Championship (4) – con Mr. Pogo (2), John Tolos (1), e Mr. Kiyomoto (1)
  - NWA Western States Heavyweight Championship (1)